# ألفريد كنوبف
شركة ألفريد أبراهام كنوبف ( /knɒpf/ ) هي دار نشر أمريكية أسسها ألفريد كنوبف وبلانش كنوبف في عام 1915. تهتم بـ نشر الكتب للكتاب الأوروبيين والآسيويين وفي أمريكا اللاتينية بالإضافة إلى الاتجاهات الأدبية الأمريكية الرائدة.استحوذت عليها رندم هاوس في عام 1960، وهي الآن جزء من قسم مجموعة كنوبف دوبلداي للنشر التابعة لـ بنغون رندم هاوس المملوكة للمجموعة الألمانية شركة برتلسمان. ترتبط دار نشر كنوبف بشعار برزي في حرد المتن الخاصة بها، والذي صممه المؤسس المشارك بلانش كنوبف في عام 1925.